# نیروگاه برق آبی کرانگده
نیروگاه برق آبی کرانگده (به سوئدی: Krångede kraftverk) یک نیروگاه جریانی روزمینی و سد در سوئد است که در بخش راگوندا واقع شده‌است.